# Rick Caruso
Rick Joseph Caruso (Los Ángeles, California, 7 de enero de 1959) es un empresario y político estadounidense. Es el fundador y ex director ejecutivo de Caruso, una empresa inmobiliaria. Es el presidente del consejo de administración de la Universidad del Sur de California y anteriormente fue presidente de la Comisión de Policía de Los Ángeles y miembro de la Junta de Comisionados de Agua y Energía.
Caruso fue candidato demócrata en las elecciones a la alcaldía de Los Ángeles de 2022. Anteriormente, estaba registrado como no partidista, y antes de eso era republicano.

## Primeros años y educación
Caruso nació en Los Ángeles, siendo hijo de Henry Caruso, fundador de Dollar Rent-A-Car y propietario de muchos concesionarios de automóviles en el área de Los Ángeles, y de Gloria, quien fuera modelo de cartelera en su juventud.
Caruso recibió una licenciatura en Ciencias de la Universidad del Sur de California en 1980, donde fue miembro de la fraternidad Sigma Alpha Epsilon, los Caballeros de Troya y un Juris Doctor de la Facultad de Derecho de la Universidad de Pepperdine en 1983.

## Vida personal
Caruso y su esposa, Tina, tienen cuatro hijos: Alex, Gregory, Justin y Gianna. La familia reside en Brentwood. Caruso es un católico devoto.

## Resultados electorales

### Alcaldía de Los Ángeles
|  | 35,99 % |

|  | 45,18 % |